# Flüelapass
Der Flüelapass (Flüela ist Diminutiv zu Fluh, schweizerdeutsch Flueh für felsiges Gebiet) ist ein 2383 m ü. M. hoher Gebirgspass im Schweizer Kanton Graubünden zwischen Davos im Landwassertal und Susch im Unterengadin. Er liegt zwischen dem Schwarzhorn (3147 m) und dem Flüela Wisshorn (3085 m). Über ihn verläuft die Europäische Hauptwasserscheide, welche hier von den Albula-Alpen (südwest) in die Silvretta (nordost) übergeht.

## Geschichte
Die 1867 erstellte Flüelapassstrasse bildet die kürzeste Strassenstrecke zwischen dem Rheintal und dem Unterengadin. Während des Zweiten Weltkriegs sollte der Pass wie der Splügen, Julier und Albula nachhaltig bis zum Aufmarsch der Armee gesperrt werden können. Das Büro für Befestigungsbauten (BBB) erstellte ab Mai 1938 die Sperrstelle Flüelapass mit der Sperre an der Brücke Chant Sura, dem Hauptwerk Flüela rechts (A 7701) und dem Gegenwerk Flüela links (A 7702).

## Verkehr
Der Pass ist nicht wintersicher, die Strecke verläuft durch lawinengefährdetes Gebiet. Seit der 1999 erfolgten Eröffnung der nahegelegenen Vereinalinie wird er daher über die Wintermonate gesperrt. Im Sommer verkehren auf der Flüelapassstrasse Postautokurse (Bergpoststrasse) zwischen Davos und dem Engadin. Eine historische Postkutsche fährt in der Sommersaison jeden Dienstag vom Bahnhof Davos Platz 6-spännig bis zum Flüela Hospiz und zurück. Es besteht die Möglichkeit, die Strecke hin und zurück mitzufahren oder nur eine Teilstrecke zu buchen. Aufgrund der Zusammenarbeit mit Postauto Graubünden ist die Fahrkarte am Reisetag auch auf der Postautolinie auf der Flüelastrecke gültig.

## Tourismus
Der Flüelapass ist Endpunkt der Bündner Hauteroute, eines am Julierpass beginnenden Fernwanderwegs, der durch die Hochgebirgslandschaft im Norden des Engadins verläuft.

## Nutzung im Winter
Die Wintersperre erfolgt üblicherweise Anfang Januar und dauert bis April oder Mai. Der Verein Pro Flüela setzt sich seit der Eröffnung der Vereinalinie für eine Offenhaltung des Passes auch über die Wintermonate ein. Seit 2004 wird der Winterdienst der Passstrasse auf dem Gebiet der Landschaft Davos wieder durchgeführt und die Strasse von BMW für Testfahrten genutzt.

## Steinschlag-Versuchsfeld
Zur Erforschung von Fels- und Bergstürzen unternahmen die ETH Zürich und das SLF 2017 im Versuchsfeld Chant Sura östlich der Passhöhe Steinschlagversuche, indem diverse, mit Sensoren ausgestattete und natürlichen Felsbrocken nachgebildete Betonklumpen einen 40° steilen Hang hinuntergestürzt und ihre Sturzbahnen ausgewertet wurden.

## Galerie

Flüelapass, historisches Luftbild von Werner Friedli (1954)
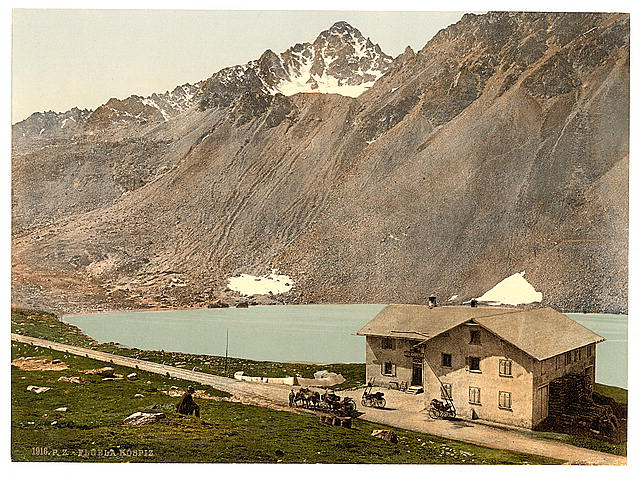
Flüela-Hospiz um 1900
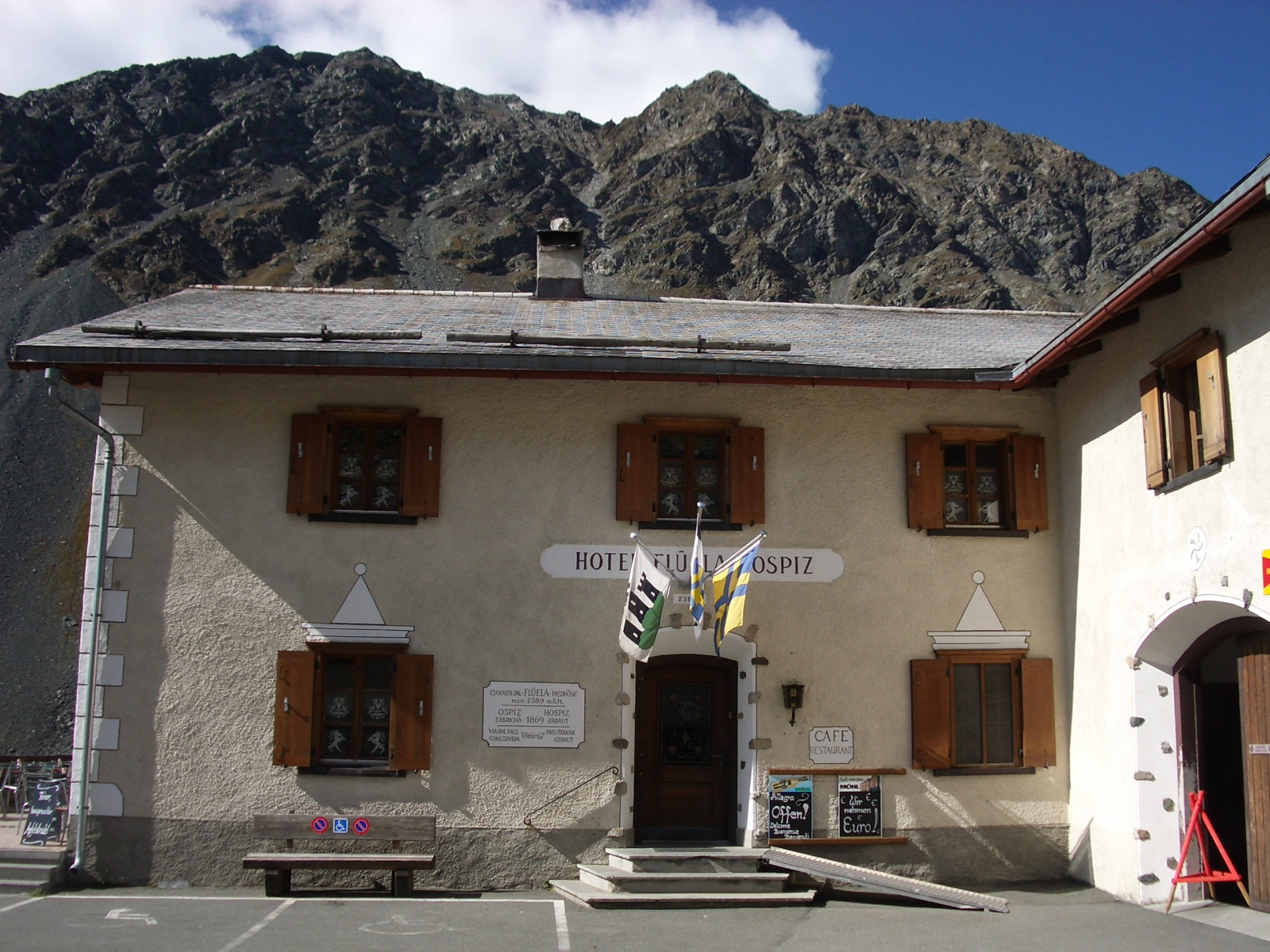
Flüela-Hospiz 2006
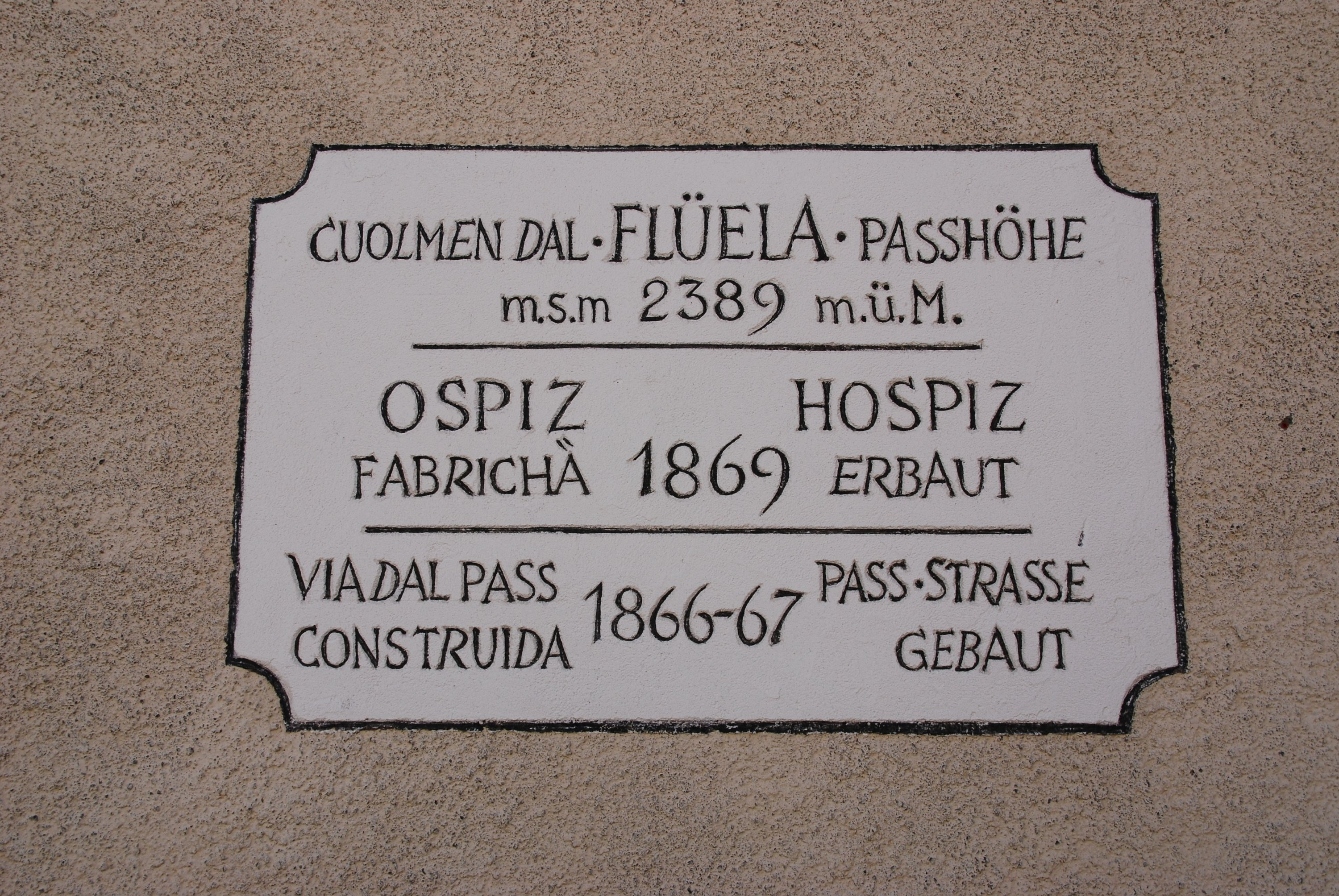
Hinweisschild auf dem Flüela-Hospiz
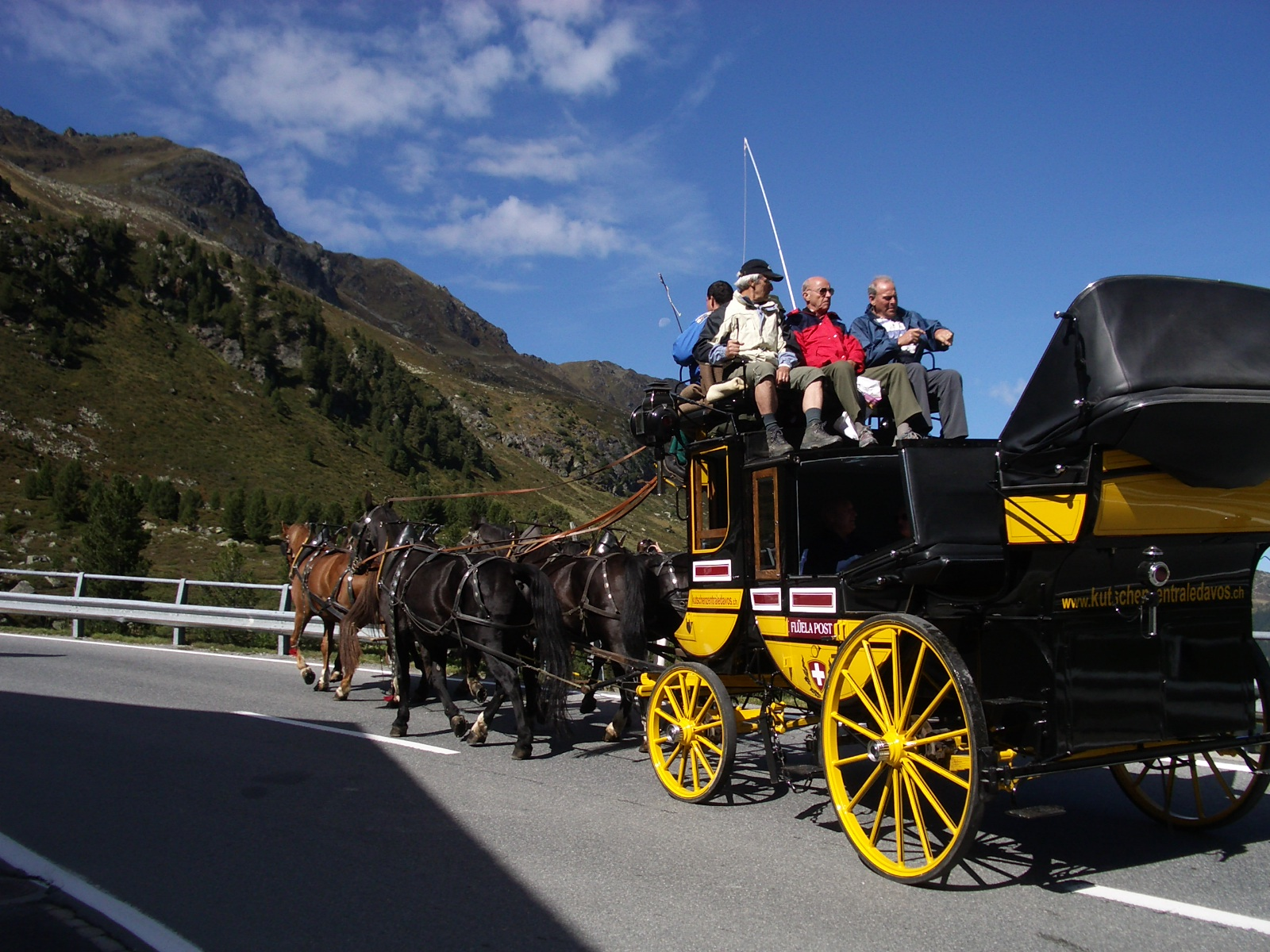
Flüela-Pferdepost wie einst
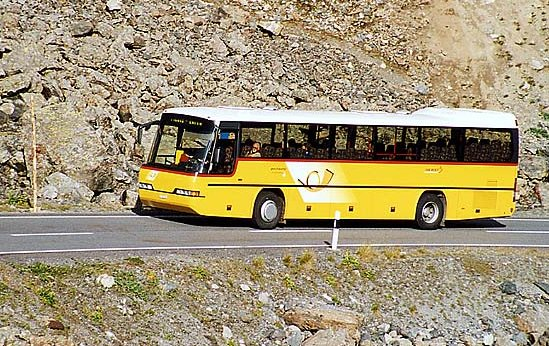
Ein Postauto unterwegs auf dem Flüelapass
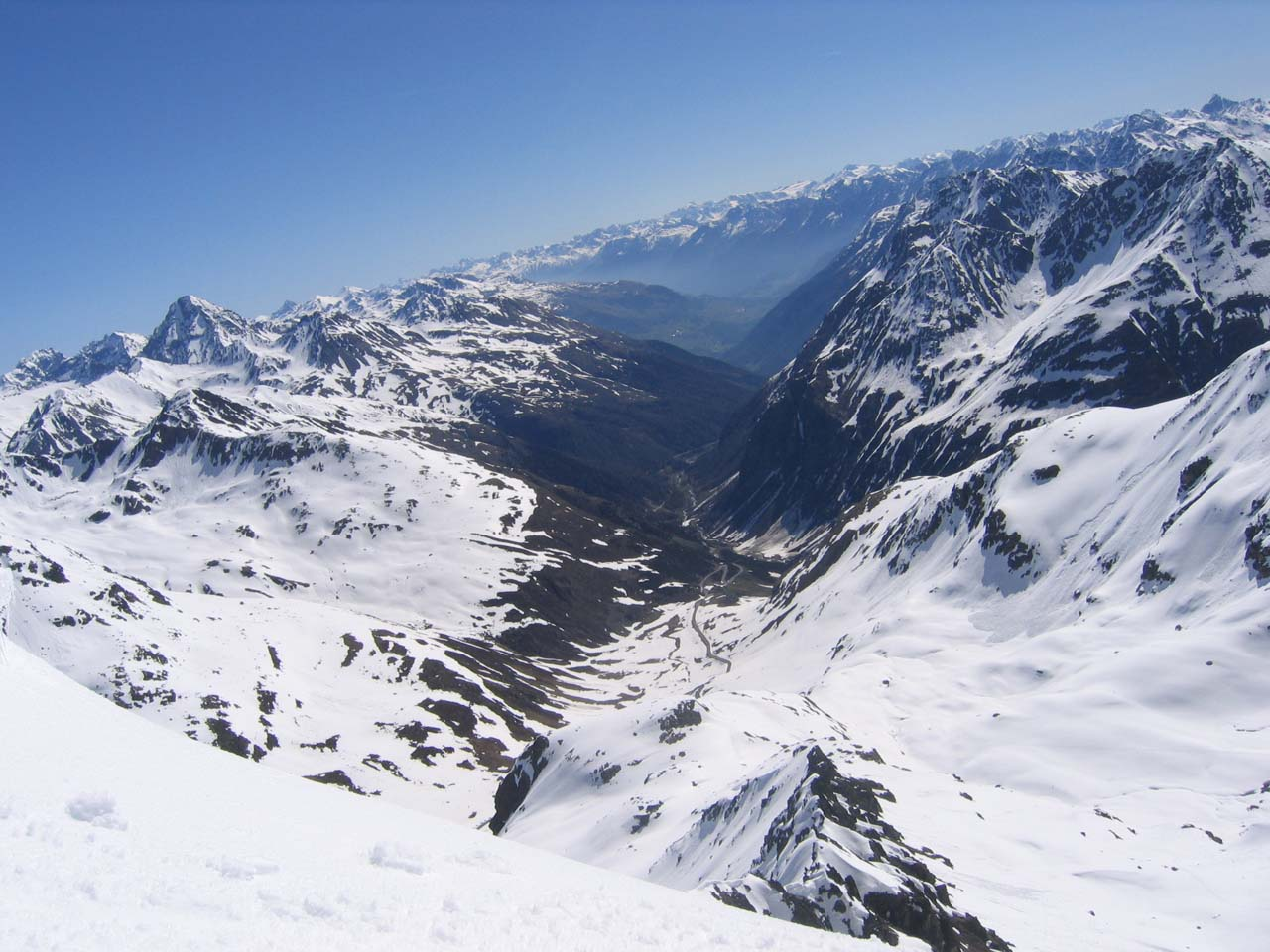
Flüelapass Ende Mai auf der Unterengadiner Seite
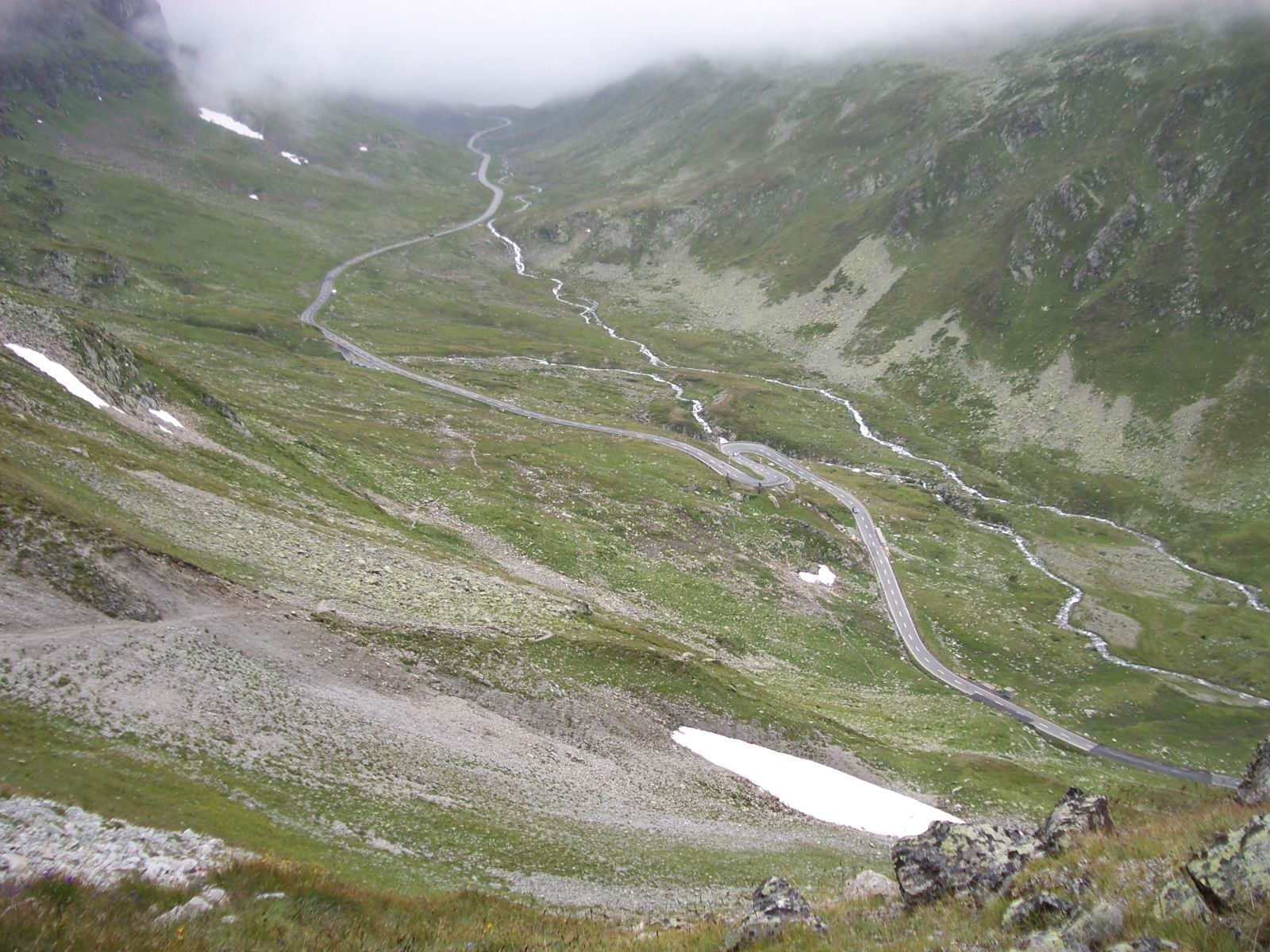
Passstrasse südlich des Hospiz
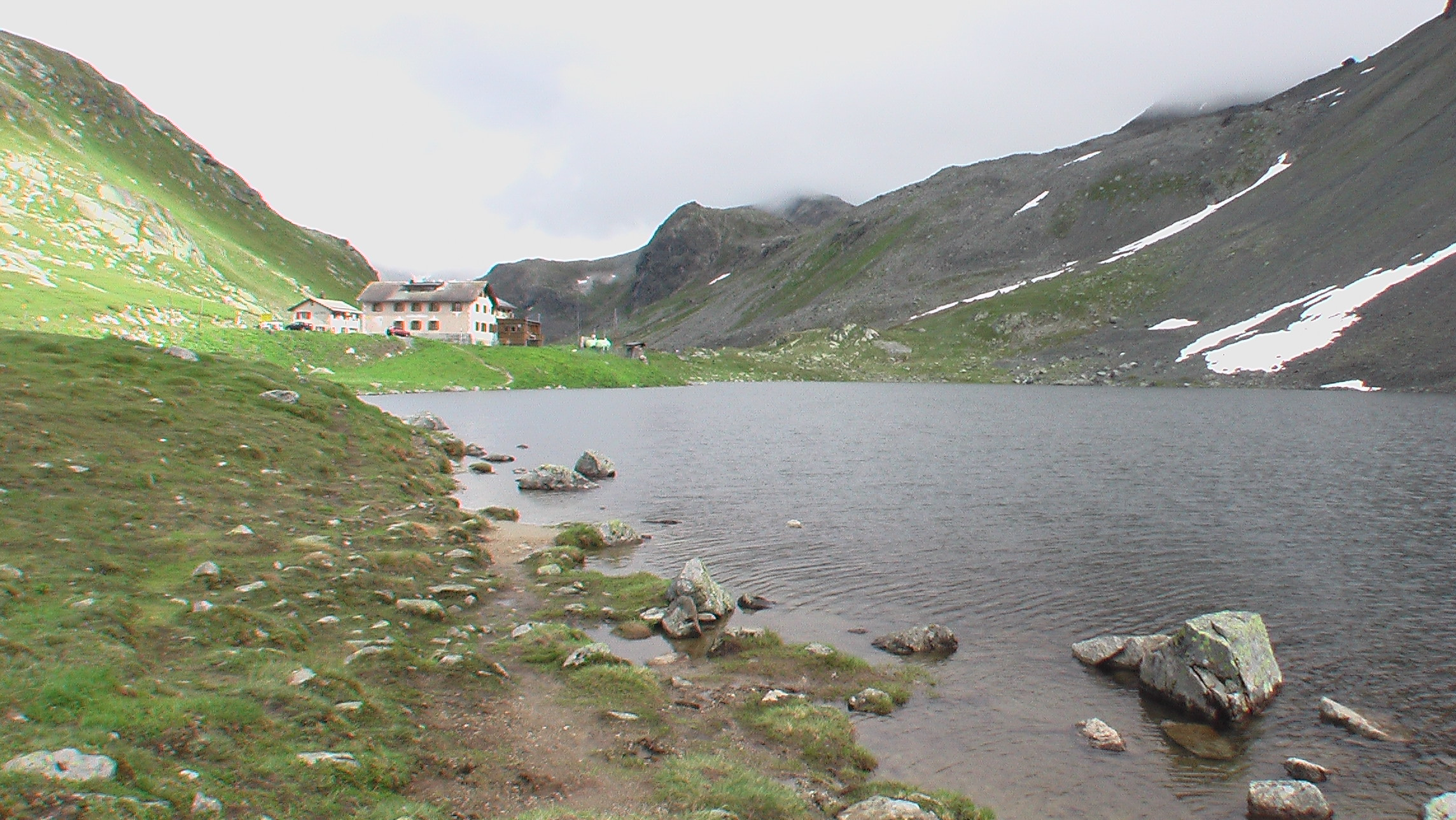
Ansicht im Juli